# Georg Leibbrandt
Georg Leibbrandt (ur. 5 września 1899 w Hoffnungsthal koło Odessy, zm. 16 czerwca 1982 w Bonn) – działacz państwowy III Rzeszy, kierownik Głównego Wydziału ds. Polityki w Ministerstwie Rzeszy do spraw Okupowanych Ziem Wschodnich.

## Życiorys
Był synem etnicznych Niemców mieszkających na Ukrainie. Uczęszczał do gimnazjów w Tartu i Odessie. W 1919 wstąpił do korpusu ochotniczego (Freikorps). W 1920 znalazł się w Berlinie, gdzie studiował teologię, filozofię, historię i ekonomię. W 1927 otrzymał stopień doktora filozofii. W tym okresie trzykrotnie odbywał podróże naukowe do ZSRR – w 1926, 1928 i 1929. Był specjalistą od tematu Niemców nadwołżańskich. Podczas swoich wizyt zajmował się tematem rozwoju niemieckich kolonii nad Morzem Czarnym i zbierał materiały do wydanej potem książki o ruchach migracyjnych Niemców na wschodzie. W 1929 rozpoczął pracę w Archiwum Państwowym. W latach 1931–1933 otrzymał stypendium Rockefellera i wyjechał na studia do USA, gdzie propagował idee NSDAP wśród mieszkających tam Niemców. Do partii nazistowskiej wstąpił w 1933 po powrocie do Niemiec. Wrócił na prośbę Alfreda Rosenberga, który zatrudnił go w swoim biurze.
W 1933 rozpoczął pracę w Urzędzie Polityki Zagranicznej NSDAP. Najpierw był kierownikiem Wydziału Wschodniego, potem był odpowiedzialny za propagandę antykomunistyczną i antyradziecką. W 1938 Leibbrandt został włączony do składu orzekającego Trybunału Ludowego. W lipcu 1941 został kierownikiem Głównego Wydziału ds. Polityki w Ministerstwie Rzeszy Okupowanych Ziem Wschodnich. W październiku 1941 spotkał się z Reinhardem Heydrichem w sprawie włączenia wszystkich Żydów do programu „ostatecznego rozwiązania”. 20 stycznia 1942 był jednym z uczestników konferencji w Wannsee. Dwa dni później wystosował zaproszenie do udziału w naradzie służbowej na temat definicji terminu „Żyd” na „terenach wschodnich Rzeszy”.
W lutym 1943 Leibbrandt wystosował memoriał o Rosyjskim Komitecie Narodowym oraz antyradzieckiej Rosyjskiej Armii Wyzwolenia. W lecie 1943 z nieznanych przyczyn zrezygnował w pracy w ministerstwie i zgłosił się do służby w marynarce wojennej. Po wojnie internowany. W 1949 został zwolniony z aresztu. Pracował w amerykańskim instytucie w Monachium. W styczniu 1950 Sąd Krajowy Norymberga-Fürth podjął przeciwko Leibbrandtowi wstępne śledztwo, które jednak po pół roku zostało umorzone. Potem nie był ścigany. Powrócił do pracy naukowej.